# Claudia de Teck
Claudia de Teck (11 de febrero de 1836-Graz, 18 de noviembre de 1894) fue una noble austríaca del siglo XIX relacionada directamente con la realeza alemana e inglesa.

## Familia
Fue la primogénita de los hijos del matrimonio morganático formado por el duque Alejandro de Wurtemberg y la condesa Claudia de Hohenstein (nacida condesa Claudia Rhédey). Este matrimonio tuvo carácter morganático, por lo que ni la esposa ni los hijos del mismo serían considerados miembros de la casa real de Wurtemberg. Tras ella vendrían dos hermanos más:
- el conde Francisco de Hohenstein (1837-1900), luego príncipe y más tarde duque de Teck. Casado con la princesa María Adelaida de Cambridge; con descendencia.
- la condesa Amalia de Hohenstein (1838-1893), en 1870 princesa de Teck. Casada con el conde Paul de Hügel; con descendencia.[6]

Su padre era oficial del ejército del Imperio austríaco y su madre pertenecía a la nobleza húngara. Por esta razón el matrimonio se estableció en Viena. A su madre le fue otorgado el título de condesa de Hohenstein por el emperador Fernando I de Austria el 16 de mayo de 1835, catorce días después de su boda. Este título fue el que utilizaron tanto ella como sus hermanos en un primer momento, tras su nacimiento.

## Biografía
Su infancia y primera juventud transcurrieron en Viena junto a sus padres y hermanos. Su madre murió en 1841, como resultado de un accidente en el que fue arrollada por unos caballos. El matrimonio de su hermana Amalia con el barón (después conde) Pablo de Hügel y el traslado de estos al castillo de Reinthal, cerca de Graz, la llevó a fijar su residencia en un chalet de estilo suizo a poca distancia de su hermana.
El 1 de diciembre de 1863, su primo el rey Guillermo I de Wurtemberg concedió a Claudia y a su hermano, Francisco, el título y rango de príncipes (fürst) de Teck, con el predicado de Alteza Serenísima.
Claudia tuvo una gran afición por los jardines y en su residencia contaba con una granja. Su vida transcurrió junto a la familia de su hermana, su marido, y el hijo único de ambos, Pablo Julio, conocido como "Bubi". Alternaban la vida local con puntuales visitas familiares como las de la familia de su hermano, Francisco, y de su esposa, María Adelaida, y sus hijos, entre los que se encontraba la princesa María, futura reina consorte del Reino Unido. En el otoño de 1869 visitó el Reino Unido, invitada por su hermano Francisco y su mujer. La visita se extendió hasta la entrada del nuevo año e incluyó una estancia en el castillo de Windsor, invitada por la reina Victoria.
Murió de difteria el 18 de noviembre de 1894, catorce meses después de la muerte de su hermana Amalia en 1893. Previamente, el 10 de noviembre de 1893, había otorgado testamento. Fue enterrada en el cementerio de San Pedro de Graz, junto a su hermana.

## Títulos
- 28 de agosto de 1837-1 de diciembre de 1863: la condesa Claudia de Hohenstein.[7][14]
- 1 de diciembre de 1863[Nota 2][15] -16 de noviembre de 1893: Su Alteza Serenísima la princesa Claudia de Teck.[16]

### Individuales
1. 1 2  Reino de Württemberg (1869). Hof- und Staats-Handbuch des Königreichs Württemberg: 1869 (en alemán). p. 4. Consultado el 19 de agosto de 2020.
2. ↑  «Teck». Almanaque de Gotha (en francés): 472. 1892.
3. 1 2  «Claudine Prinzessin von Teck». www.thepeerage.com. Consultado el 20 de agosto de 2020.
4. ↑  «Alexander Paul Ludwig Constantine Herzog von Württemberg». www.thepeerage.com. Consultado el 19 de agosto de 2020.
5. ↑  «Teck». Almanaque de Gotha (en francés): 471-472. 1892.
6. ↑  «Paul Graf von Hügel». www.thepeerage.com. Consultado el 19 de agosto de 2020.
7. 1 2  Gothaischer Hofkalender: genealogisches Taschenbuch der fürstlichen Häuser (en alemán). Perthes. 1890. p. 375. Consultado el 19 de agosto de 2020.
8. ↑  Pope-Hennessy, James (1959). «Book I. Princess May. 4. Rumpenheim, Neustrelitz and Reinthal. VI.». Queen Mary (en inglés). p. 105. (requiere registro).
9. ↑  «Nichtamtlicher Theil.». Wiener Zeitung (en alemán) (3). 5 de enero de 1864. p. 35.
10. ↑  Pope-Hennessy, James (1959). «Book I. Princess May. 4. Rumpenheim, Neustrelitz and Reinthal. VI.». Queen Mary (en inglés). p. 105.
11. ↑  Kinloch Cooke, Clement (1900). A memoir of Her Royal Highness Princess Mary Adelaide Duchess of Teck based of her private diaries and letters [Una memoria de la princesa María Adelaida de Cambridge basada en sus diarios privados y cartas] (en inglés) II. (Dos volúmenes). Nueva York, Londres: Charles Scribner's Sons (Nueva York), John Murray (Londres). pp. 21-27.
12. 1 2  Pope-Hennessy, James (1959). «Book I. Princess May. 4. Rumpenheim, Neustrelitz and Reinthal. VI.». Queen Mary (en inglés). pp. 105-106. (requiere registro).
13. ↑  «Teck, Fürsten von Staatsangehörigkeit der Fürstin Claudine von Teck und ihres Gemahls Herzog Franz von Teck». www2.landesarchiv-bw.de. Consultado el 20 de agosto de 2020.
14. ↑  «Nichtamtlicher Theil. Grossbritanien. London, 11. April.». Wiener Zeitung (en alemán) (88) (London). 14 de abril de 1866. p. 154.
15. ↑  «Amtlicher Theil.». Wiener Zeitung (84). 2 de abril de 1864. p. 11.
16. ↑  «Nichtamtlicher Theil.». Wiener Zeitung (en alemán) (3). 5 de enero de 1864. p. 35.